# Jean Preux
Pour les articles homonymes, voir Preux (homonymie).
Pas d'image ? Cliquez ici

a Compétitions nationales et continentales officielles uniquement.

b Matchs officiels uniquement.
Dernière mise à jour le 26 juin 2024.
Jean Preux, né le 2 janvier 1964 à Pau (Pyrénées-Atlantiques), est un joueur français de rugby à XV évoluant aux postes d'arrière ou d'ailier.
Pendant sa carrière, il joue notamment avec la Section paloise et Stade montois. De plus, il est international universitaire et participe à la Coupe du Monde en 1988.
Son frère François Preux est également un joueur de rugby à XV, ils jouent ensemble à la Section paloise.

## Biographie

### Jeunesse et formation
Jean Preux naît le 2 janvier 1964 à Pau et grandit à Jurançon. Il commence le rugby à XV à l'AS Jurançon aux côtés de son frère François, où il est formé au poste d'ouvreur et devient un buteur réputé fiable. Alors qu'il évolue en cadets, Jean Preux reçoit le trophée de meilleur jeune joueur de rugby à XV de France au Parc des Princes, à la mi-temps de la finale opposant l'AS Béziers au Stade bagnérais.
Jean Preux rejoint ensuite la Section paloise au début de la saison 1981-1982, évoluant avec l'équipe junior.

### Carrière en rugby à XV
Jean Preux fait ses débuts en équipe première de la Section paloise en 1983. Preux s'installe en équipe première à partir de 1985, évoluant principalement au poste d'arrière.[réf. nécessaire]
Entre 1985 et 1986, Preux ne dispute aucun match, victime de blessures musculaires à répétition. Il reprend le fil de sa carrière au début de la saison 1986-1987. Il s'impose comme un arrière fantasque et relanceur, capable de prendre des risques sur un terrain de rugby. À partir de 1988, Preux est l'un des joueurs clés de la Section.
En 1988, il participe à la Coupe du monde universitaire, disputée en France.
Preux participe ensuite à deux finales du championnat de France Groupe B avec la Section paloise, disputée aux côtés de son frère François. Ces finales se sont soldées par des défaites contre le Castres olympique en 1989 et le Stade montchaninois en 1990.
En 1989, à l'âge de vingt-cinq ans, Jean Preux porte les couleurs de l'équipe de France A durant un match face à l'Espagne à Hendaye. Preux est ensuite convoqué pour un stage à Cognac en vue d'intégrer le XV de France lors de la tournée en Nouvelle-Zélande.[réf. nécessaire]
François Preux termine sa carrière au Stade montois, afin de pouvoir poursuivre ses études à Bordeaux. En octobre 1990, il fait partie de la sélection du comité Côte basque Landes qui s'impose au Stade Jean-Dauger face à la Nouvelle-Zélande. Il fait notamment la route depuis Bordeaux en compagnie de Pierre Lupuyau, Pierre Hontas, Thierry Lacroix et Guy Accoceberry, eux aussi étudiants dans la cité girondine.

### Après carrière
Jean Preux devient préparateur physique à la Section paloise en 1994. Il prend en charge la sélection du Béarn participant à la Coupe Roger-Taddéï, avant d'encadrer l'école de rugby à Arudy. 